# Filingué
Filingué es una comuna urbana de Níger, chef-lieu del departamento homónimo en la región de Tillabéri. En diciembre de 2012 presentaba una población censada de 92 097 habitantes, de los cuales 44 645 eran hombres y 47 452 eran mujeres.
Es una localidad agropastoral donde destaca la arquitectura tradicional de los hausas y se desarrolló como localidad urbana a partir de 1901, cuando los franceses establecieron un puesto militar. Es una de las comunas más antiguas del país, establecida oficialmente en 1972. Cuenta con un importante mercado, en el que trabajan principalmente fulanis y tuaregs, y alberga uno de los 30 tribunales civiles de instancia del país.
Se encuentra situada en el suroeste del país, unos 200 km al noreste de la capital nacional Niamey, sobre la carretera RN25 que lleva a la región de Tahoua.